# Metopius arakawai
Metopius arakawai là một loài tò vò trong họ Ichneumonidae.